# Aderus torticornis
Aderus torticornis là một loài bọ cánh cứng trong họ Aderidae. Loài này được Champion miêu tả khoa học năm 1917.